# Tiroler Straße (Bad Reichenhall)
Die Tiroler Straße ist eine Straße in der oberbayerischen Kurstadt Bad Reichenhall.

## Beschreibung

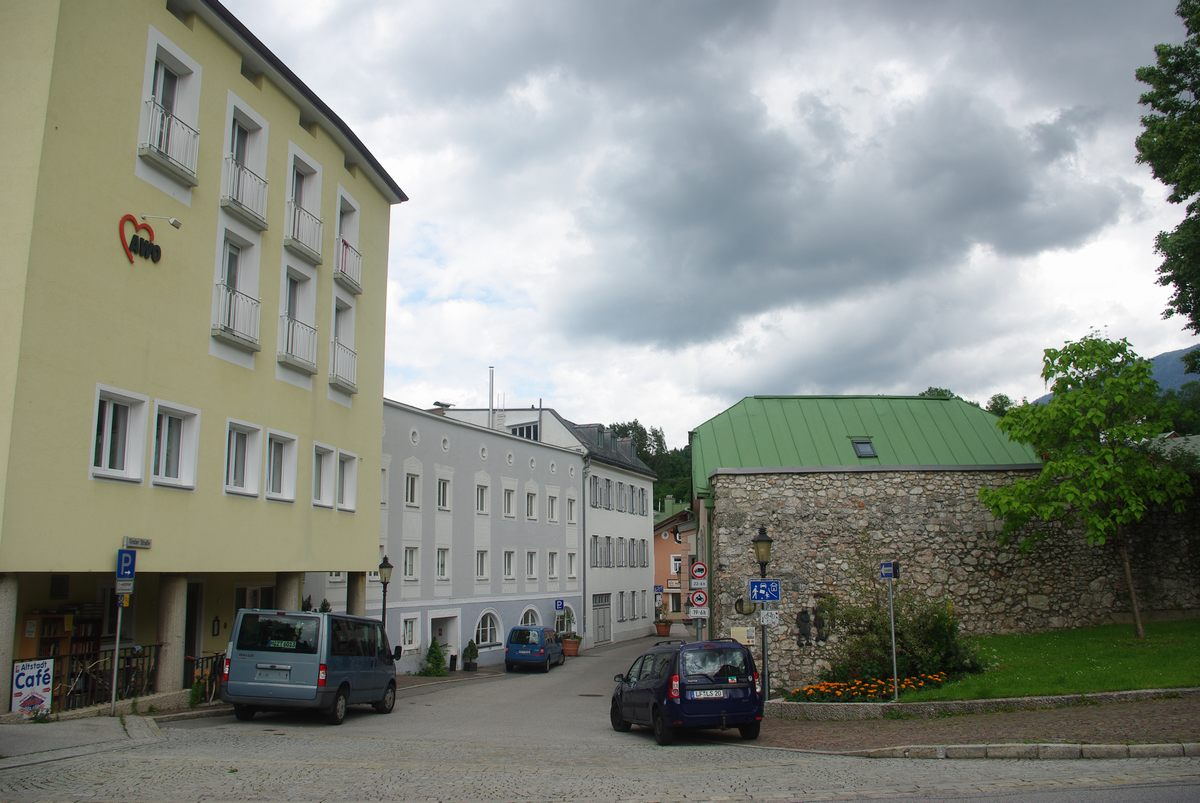
Ehemaliges Tiroler Tor mit Bad Reichenhaller Stadtmauer

Die Tiroler Straße ist eine Straße im Stadtzentrum von Bad Reichenhall. Die Tiroler Straße beginnt als direkte Verlängerung der Salinenstraße am Oberen Lindenplatz, führt stadtauswärts und endet am ehemaligen Tiroler Tor der Bad Reichenhaller Stadtmauer mit einer Einmündung in die Anton-Winkler-Straße/B 20
Das letzte Teilstück der Tiroler Straße ist als verkehrsberuhigter Bereich ausgeführt, den Kraftfahrzeuge nur stadteinwärts befahren dürfen. Radfahrer dürfen den Bereich in beiden Richtungen durchfahren.
Die Tiroler Straße ist Teil des Ensembles Obere Stadt und grenzt an das Ensemble Alte Saline an.

## Geschichte

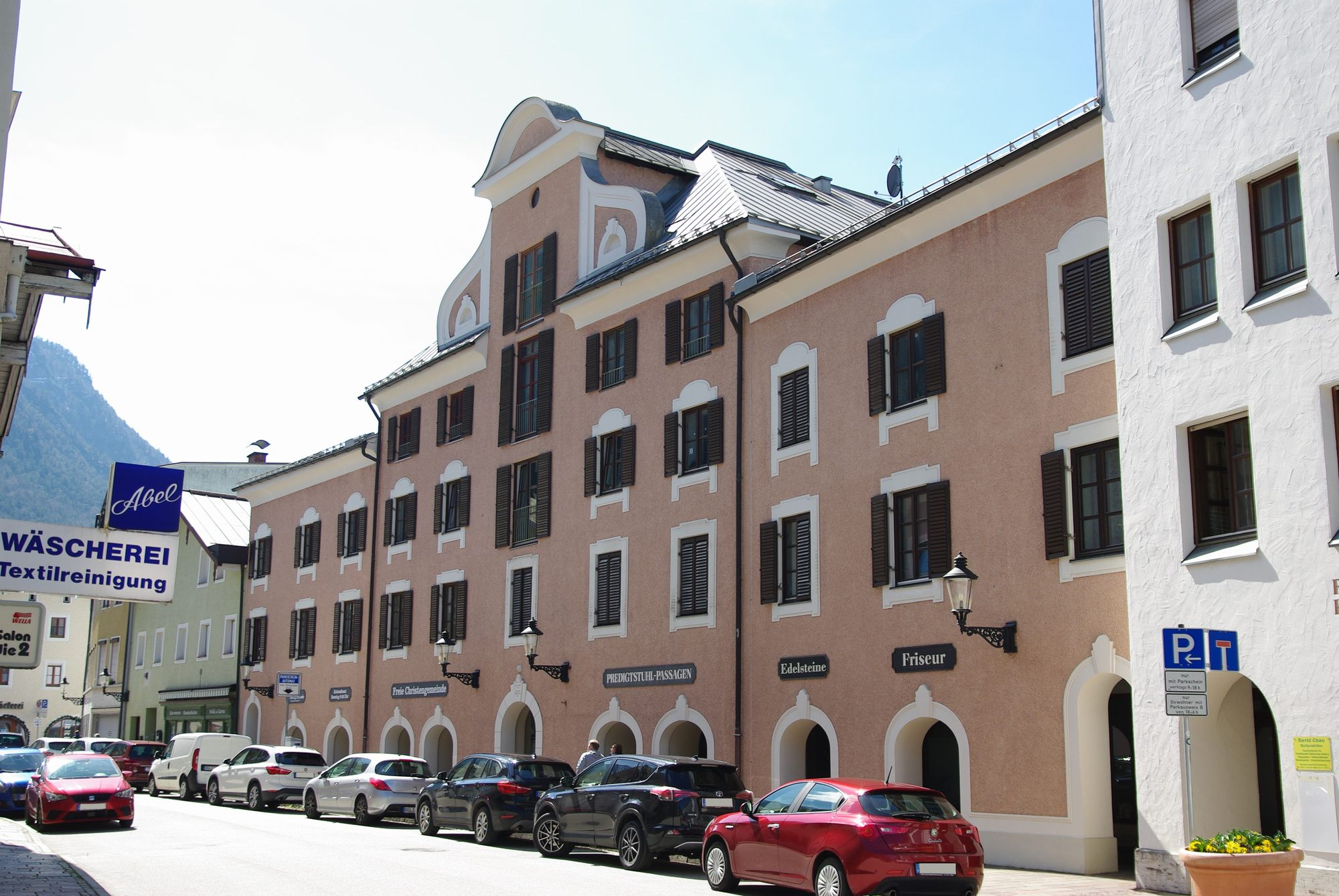
Ehemaliger Fischerbräu, heute Predigtstuhlpassagen

Die Tiroler Straße, die bis etwa 1800 noch Oberste Gasse hieß, endete am ehemaligen Tiroler Tor der Stadtmauer von Bad Reichenhall. Händler nahmen diesen Weg in Richtung Tirol, woher das Tor und später auch die Straße ihre Namen hatten. Weniger bekannt ist, dass das Tiroler Tor auch Straubinger Tor hieß, denn auch die Wegverbindung nach Niederbayern über bayerisches Gebiet verlief in diese Richtung.
Teile der Oberen Stadt und der Tiroler Straße wurden vom großen Stadtbrand 1834 verschont, einige Häuser an der Nordseite stammen – wenigstens noch in Teilen – aus dem 16. und 17. Jahrhundert. 
Der Luftangriff auf Bad Reichenhall am 25. April 1945 hinterließ in der Tiroler Straße deutliche Spuren, trotzdem waren die Schäden wesentlich geringer als im nahegelegenen Kammerbotenviertel, das zum größten Teil völlig zerstört war. Die Gebäude Tiroler Straße 2 (Fischerbräu, östlicher Gebäudeteil) und 4 wurden völlig zerstört. Tiroler Straße 3 wurde schwer beschädigt und die Häuser 6, 7, 9, 10,12, 13, 15, 16, 17 und 19 trugen leichte Schäden davon. Beim Luftangriff kamen in der Tiroler Straße 14 Personen ums Leben, fast alle davon im Fischerbräu (Haus Nr. 2).
In den 1970er Jahren wurde die Verkehrsführung in Bad Reichenhall nachhaltig geändert. Mit Umwidmung der Ludwigstraße und einem Teil der Salzburger Straße wurde die Hauptverkehrsachse auf Münchner Allee, Bahnhofstraße, Wittelsbacherstraße, Innsbrucker Straße, Anton-Winkler-Straße und Berchtesgadener Straße verlagert. Vorher führte die Tiroler Straße über die Kreuzung Anton-Winkler-Straße weiter zu einem Bahnübergang und über die Luitpoldbrücke direkt zur Thumseestraße. Der Bahnübergang wurde zurückgebaut, der Verkehr in Richtung Thumsee fließt heute von der Innsbrucker Straße über die Reichenbachstraße, die Kretabrücke und die Staatsstraße 2101.

## Bauwerke

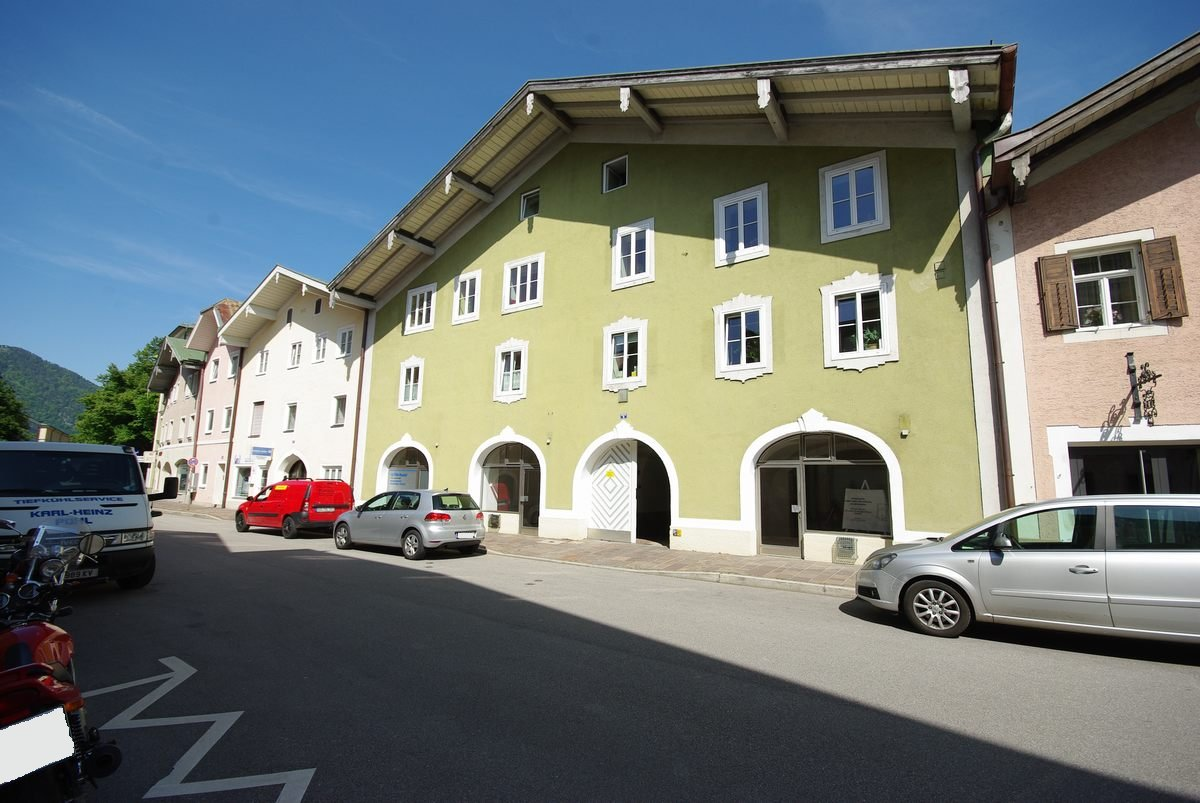
Tiroler Straße 3, 5, 7 und 9

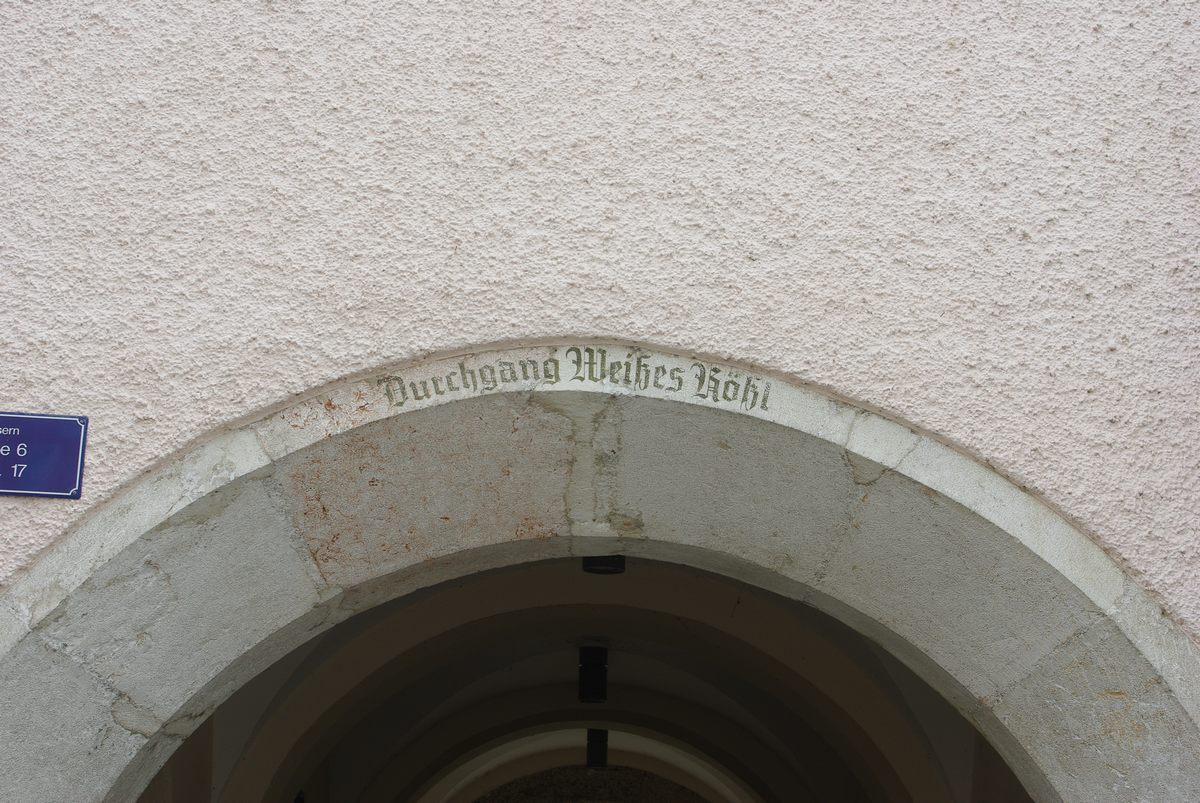
Zugang zum ehemaligen Weißen Rößl

Die Häuser Tiroler Straße 3, 7 und 9 stehen unter Denkmalschutz und sind in die Denkmalliste von Bad Reichenhall eingetragen. Zudem steht die Tiroler Straße als Teil des Ensembles Obere Stadt unter Ensembleschutz. Die Fassade des Hauses Tiroler Straße 2a und 2b (ehemaliger Fischerbräu, heute Residenz Predigtstuhl und Predigtstuhl-Passagen) ist heute in etwa so erhalten, wie sie vor der Bombardierung 1945 war. Der etwas niedrigere Gebäudeteil im Osten (rechts) wurde damals völlig zerstört, der Rest des Gebäudes blieb größtenteils unversehrt. Am oberen Ende der Tiroler Straße befand sich das Weiße Rößl. Auf das ehemalige Gasthaus weist heute nur noch eine Inschrift am Durchgang hin.
Ein Teil der Reichenhaller Stadtmauer befindet sich im Bereich der Tiroler Straße. Dort stehen noch viele Mauerteile, das Tiroler Tor ist jedoch nicht mehr erkennbar.
Weitere wichtige Baudenkmäler in der näheren Umgebung sind die Pfarrkirche St. Nikolaus sowie viele Einzeldenkmäler in den Ensembles Obere Stadt und Alte Saline.